# Oliver Lentz
Oliver Lentz (* 30. November 1962 in München) ist ein deutscher Schauspieler, Aufnahmeleiter, Produktionsleiter und Herstellungsleiter.

## Leben
Oliver Lentz, geboren am 30. November 1962 in München Harlaching, wuchs in Wien, Vence, Hamburg, Paris, Stuttgart, Berlin und München auf. Über Werbung und Synchronisation fand er 11-jährig zum Schauspielerberuf. 1978 spielte er am Bayerischen Staatsschauspiel in München den Schüler in August Strindbergs Ein Traumspiel und war in zahlreichen Episoden von Fernsehserien und Mehrteilern zu sehen. Unter anderem spielte er mit Alain Delon, Hans-Christian Blech und Sunnyi Melles in dem Vierteiler Cinema, der in Paris gedreht wurde und in der von seinem Vater Georg Lentz verfassten Serie Molle mit Korn (eine Berlin-Trilogie). Beim Bayerischen Rundfunk und beim Südfunk Stuttgart sowie für Sat1 und Pro7 arbeitete er als Sprecher und in der Synchronisation.
1979 war er zweiter Regieassistent bei dem französischen Film Die Verwirrung der Gefühle (La confusion des sentiments) nach Stefan Zweig. 1983 übernahm er die Aufnahmeleitung der deutsch-französischen Co-Produktion Die Schafsdiebe mit Michel Piccoli  um danach von dank seines geschätzten Mentors Manfred Korytowski, die Aufnahmeleitung bei Pumuckl und der blaue Klabauter und vielen weiteren Filmen der Infafilm München zu übernehmen (1991–1994).
Es folgten einige prägnante Jahre bei Pro7, wo er sich für die Aufzeichnung von Arabella Kiesbauer, Talk X und andere Talkformate verantwortlich zeichnete. Danach wechselte er zum ZDF und organisierte mehrere Jahre lang für die Musikredaktion die Aufzeichnung von Konzerten und Events. Genannt seien hier nur das Klassik Open Air an der Semperoper in Dresden und das erste Konzert aus der frisch restaurierten Frauenkirche.
Von 2008 bis 2013 arbeitete Oliver Lentz als Produktionsleiter und Herstellungsleiter bei der Regiepapst Medienproduktion GmbH in München. 2014 heiratete er Jasmin Lentz, geb. Laubengaier. Gemeinsam haben sie einen Sohn und eine Tochter. 
Heute arbeitet Oliver Lentz als Aufnahmeleiter und Produktionsleiter für diverse Produktionen, u. a. für die SOKO Stuttgart, SWR Tatorte, Rosamunde Pilcher, Tiere bis unters Dach. Seit 2019 widmet sich Oliver Lentz nun nach langer Zeit hinter der Kamera wieder der Schauspielerei, dem Drehbuch- und Kinderbuchschreiben, seiner eigenen Filmproduktionsfirma OASIS Multimedia GmbH und doziert an der BAF.
In naher Zukunft soll auch der alte Kinderbuchverlag seines Vaters wieder zu Ehren kommen und Lesestoff und Spiele für alle Kinder dieser Welt herstellen.

## Filmografie
- 1976: Lobster (Fernsehserie, Folge Das Kind)
- 1981: Bahnhofsgeschichten
- 1982: Büro, Büro (Fernsehserie, 19 Folgen)
- 1983: Drei Damen vom Grill (Fernsehserie, Folge Dornröschen)
- 1984: Die Lehmanns (Fernsehserie, eine Folge)
- 1985: Der Schneemann
- 1987–1998: SOKO München (Fernsehserie, verschiedene Rollen, 3 Folgen)
- 1988: Cinéma (Fernsehdreiteiler)
- 1989: Die Schwarzwaldklinik (Fernsehserie, 3 Folgen)
- 1989: Molle mit Korn (Fernsehserie, 10 Folgen)
- 1989: Wie du mir...
- 1991: Ein Haus in der Toscana (Fernsehserie, Folge Der Kauf)
- 1992: Rosen für Afrika
- 1993: Happy Holiday (Fernsehserie, Folge Der Profi)
- 1994: Wildbach (Fernsehserie, Folge Die Feuertaufe)
- 1994: Tatort – Mord in der Akademie (Fernsehreihe)
- 1995: Tatort – Herz As
- 1995: Hotel Mama
- 1996: Guten Morgen Mallorca (Fernsehserie)
- 2000: Verkehrsgericht (Fernsehserie, Folge Durchgedreht)